# ウィーンフィル・ニューイヤーコンサート

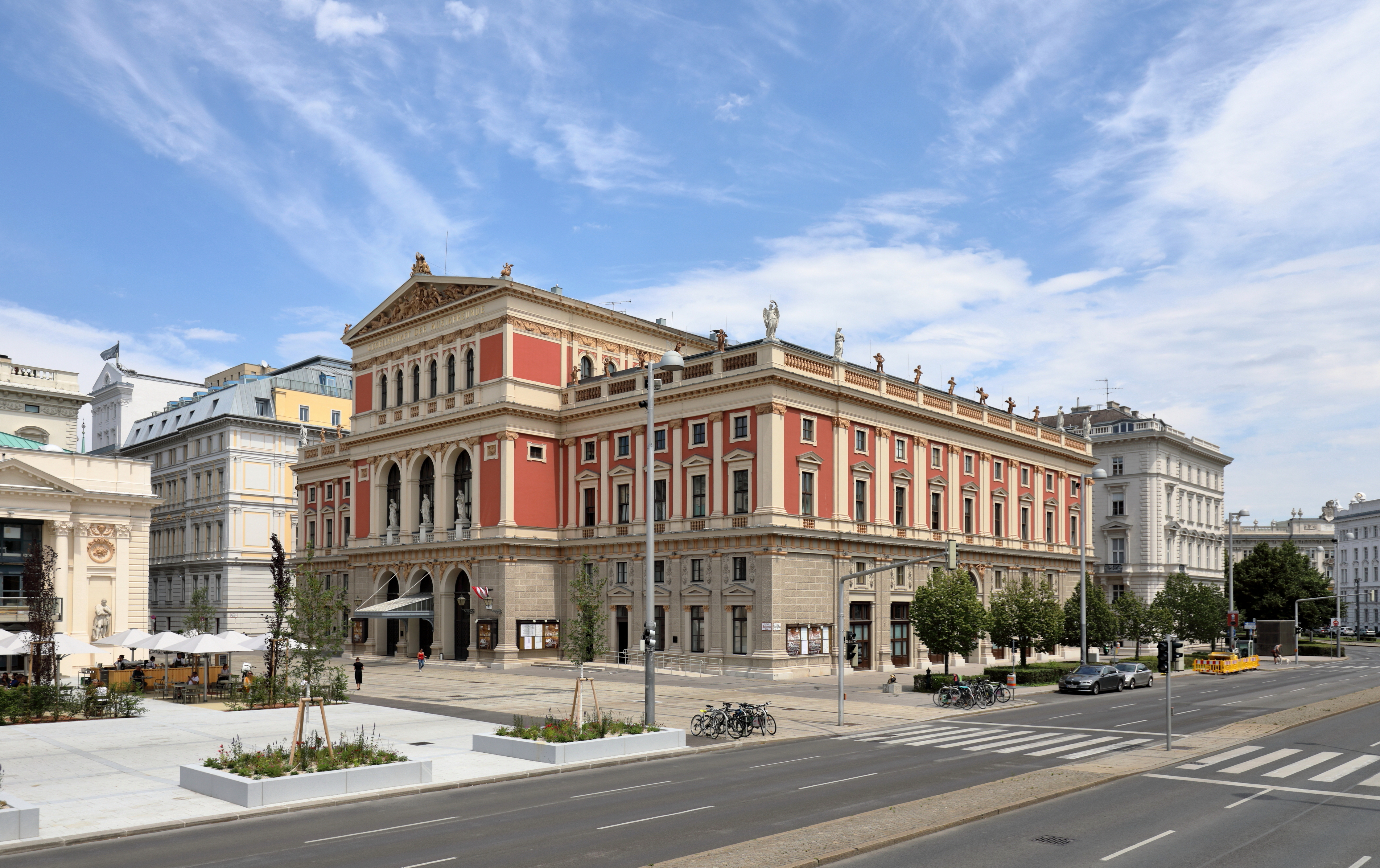
ウィーンフィル・ニューイヤーコンサートの会場・ウィーン楽友協会

ウィーン・フィルハーモニー管弦楽団のニューイヤーコンサート（独: Das Neujahrskonzert der Wiener Philharmoniker）は、毎年1月1日にウィーン楽友協会の大ホール（黄金のホール）で行なわれるマチネ（昼公演）の演奏会（コンサート）である。ヨハン・シュトラウス2世を中心とするシュトラウス家の楽曲が主に演奏される。

## 歴史

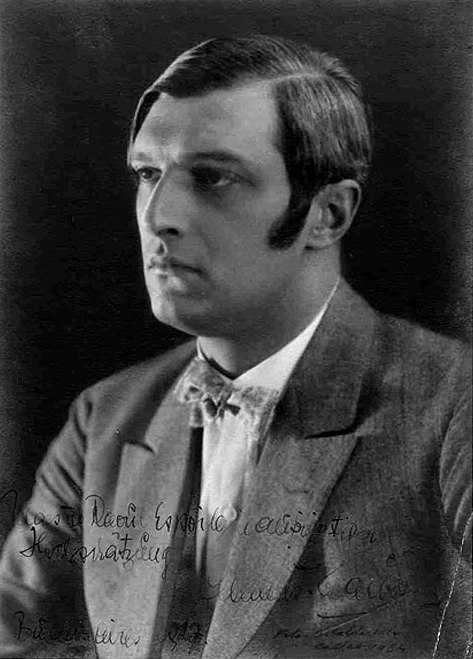
クレメンス・クラウス

1938年、ナチス・ドイツのオーストリア併合によるオーストリア人の不満を抑える目的で、ヨハン・シュトラウスのワルツやポルカのコンサートが1939年12月31日にクレメンス・クラウスの指揮により初めて開催され、1941年の第2回からは1月1日の正午（CET）に開催されるようになった。
1955年以降ヴィリー・ボスコフスキーが指揮をし、1959年に各国へテレビ中継が始まった頃から人気が高まり、2021年時点で世界90カ国以上で生中継されている。2002年には小澤征爾が、日本人として初めて、アジア人ではズービン・メータに続き2人目の指揮者となった。
2021年は新型コロナウイルス感染症の予防対策として、史上初の無観客での開催となった。これにより、拍手はオンラインで届けられた。
2022年は、総数は1,000人に限定されるものの、2年ぶりに有観客開催が復活した。

## 歴代指揮者（年）
1986年までに登場した指揮者はクラウス（1939年（大晦日）、1941年 - 1945年、1948年 - 1954年。計14回）、ヨーゼフ・クリップス（1946年 - 1947年。計2回）、ボスコフスキー（1955年 - 1979年。計25回）、マゼール（下記参照）の全部で4人に過ぎないが、1987年のカラヤン以降は、同じ指揮者が2年連続して指揮することはなくなった。また、1979年以前は全員ウィーン生まれの3人の指揮者で担われていたが、その後は完全に人選が国際化したためウィーン生まれの指揮者は登場していない（出身地別ではベルリンのみが唯一複数の3人を輩出している）。
2025年までに登場した指揮者は全部で18人であるが、1度選ばれると複数回招かれる傾向が強く、将来再登場の可能性がある2017年のドゥダメルと2020年のネルソンスを除けば、1回登場したのみの指揮者は、カラヤンと小澤の2人だけである。
マゼール以降は、これがウィンナワルツ・コンサートを指揮する初めての機会という指揮者も少なくなく、たとえば録音などでウィンナワルツに積極的というイメージのあるカラヤンですら、これ以外には半分をウィンナワルツが占めるプログラムしか指揮した記録がない。
- 1980年：ロリン・マゼール (1)
- 1981年：ロリン・マゼール (2)
- 1982年：ロリン・マゼール (3)
- 1983年：ロリン・マゼール (4)
- 1984年：ロリン・マゼール (5)
- 1985年：ロリン・マゼール (6)
- 1986年：ロリン・マゼール (7)
- 1987年：ヘルベルト・フォン・カラヤン (1)
- 1988年：クラウディオ・アバド (1)
- 1989年：カルロス・クライバー (1)
- 1990年：ズービン・メータ (1)
- 1991年：クラウディオ・アバド (2)
- 1992年：カルロス・クライバー (2)[注釈 3]
- 1993年：リッカルド・ムーティ (1)
- 1994年：ロリン・マゼール (8)
- 1995年：ズービン・メータ (2)
- 1996年：ロリン・マゼール (9)
- 1997年：リッカルド・ムーティ (2)
- 1998年：ズービン・メータ (3)
- 1999年：ロリン・マゼール (10)
- 2000年：リッカルド・ムーティ (3)
- 2001年：ニコラウス・アーノンクール (1)
- 2002年：小澤征爾 (1)
- 2003年：ニコラウス・アーノンクール (2)
- 2004年：リッカルド・ムーティ (4)
- 2005年：ロリン・マゼール (11)
- 2006年：マリス・ヤンソンス (1)
- 2007年：ズービン・メータ (4)
- 2008年：ジョルジュ・プレートル (1)
- 2009年：ダニエル・バレンボイム (1)
- 2010年：ジョルジュ・プレートル (2)
- 2011年：フランツ・ヴェルザー＝メスト (1)
- 2012年：マリス・ヤンソンス (2)
- 2013年：フランツ・ヴェルザー＝メスト (2)
- 2014年：ダニエル・バレンボイム (2)
- 2015年：ズービン・メータ (5)
- 2016年：マリス・ヤンソンス (3)
- 2017年：グスターボ・ドゥダメル (1)
- 2018年：リッカルド・ムーティ (5)
- 2019年：クリスティアン・ティーレマン (1)
- 2020年：アンドリス・ネルソンス (1)
- 2021年：リッカルド・ムーティ (6)
- 2022年：ダニエル・バレンボイム (3)
- 2023年：フランツ・ヴェルザー＝メスト (3)
- 2024年：クリスティアン・ティーレマン (2)
- 2025年：リッカルド・ムーティ (7)
- 2026年：ヤニック・ネゼ＝セガン（初）

3回以上登場した指揮者（回数順。2025年まで）： ボスコフスキー（25回）、クラウス（14回）、マゼール（11回）、ムーティ（7回）、メータ（5回）、ヤンソンス、バレンボイム、メスト（各3回）

## 演奏曲目

### 選定について
ニューイヤーコンサートの曲目の選定は、ヨハン・シュトラウス協会会長やシュトラウス研究家など「シュトラウス一家の権威」が集まって行われている。そこで決まった提案を指揮者とウィーン・フィルに送付し、この両者で検討される。この際、ポピュラーで取り上げられる回数の多い曲と、なじみのない曲やニューイヤーコンサート初登場の曲を、出来るだけ交互に演奏するプログラムになるよう吟味される（指揮者によっては、その慣習に沿わない場合もある）。
ボスコフスキー時代には、このプログラムから約半数の曲が、英デッカ・レコードにより事前にスタジオ録音され、LPとして各国で年末発売されていた（日本ではキングレコード）が、これらのアルバムは10年にわたって曲目の重複が無かった（そのため、キングレコードはシュトラウス生誕150年の1975年に『ウィンナ・ワルツ大全集』と銘打った10枚組セットにまとめて発売した）。
曲目は、基本的にシュトラウス一家とウィーン・フィルやシュトラウス一家に縁のある作曲家（オットー・ニコライ、ヨーゼフ・ランナー、ヨーゼフ・ヘルメスベルガー2世、フランツ・スッペ、カール・ミヒャエル・ツィーラーなど）の曲で構成されるが、1977年のヴィリー・ボスコフスキーはシューベルトのイタリア風序曲（生誕180年）を、1991年はヴォルフガング・アマデウス・モーツァルト（没後200年）の『コントルダンス』第1番K.609「もう飛ぶまいぞ」、同第3番、『3つのドイツ舞曲』第3番K.605「そり遊び」、ジョアキーノ・ロッシーニ『どろぼうかささぎ』序曲、フランツ・シューベルト（ブルーノ・マデルナ編曲）『ポルカ』『ギャロップ』とシュトラウス一家と離れている作曲家の作品が演奏された（指揮：アバド）。1997年にはフランツ・フォン・スッペの軽騎兵が演奏された（指揮者はリッカルド・ムーティ）。2003年のニューイヤーコンサートではカール・マリア・フォン・ウェーバーの『舞踏への勧誘』とヨハネス・ブラームス（ヨハン・シュトラウス2世と交友関係があった）の『ハンガリー舞曲』第5番・第6番が演奏された（指揮：アーノンクール）。モーツァルト生誕250周年となる2006年のニューイヤーコンサートではモーツァルト『フィガロの結婚』序曲やヨーゼフ・ランナー『モーツァルト党』などが演奏された（指揮：ヤンソンス）。また、2009年には、当コンサート史上はじめてフランツ・ヨーゼフ・ハイドンの曲が、彼の没後200年を記念して演奏された（曲は交響曲第45番嬰ヘ短調『告別』第4楽章）（指揮：バレンボイム）。2011年には生誕200年を記念してフランツ・リストの『メフィスト・ワルツ第一番』が、他にはジャック・オッフェンバックの『天国と地獄』序曲なども演奏されている（指揮：マゼール・1980年）。2025年にはコンスタンツェ・ガイガーの『フェルディナンドのワルツ』が女性作曲家の作品として初めて演奏されたが、彼女が弱冠12歳だった1848年にヨハン・シュトラウス1世がこの作品を上演したという。

### アンコール
この演奏会ではアンコールとして演奏される3曲のうち、2曲目に『美しく青きドナウ』（ヨハン・シュトラウス2世）を、最後の曲に『ラデツキー行進曲』（ヨハン・シュトラウス1世）を演奏するのがならわしとなっている。『美しく青きドナウ』の冒頭が演奏されると一旦拍手が起こり演奏を中断、指揮者およびウィーン・フィルからの新年の挨拶があり、再び最初から演奏を始めるのも「お約束」である（ただし、2021年は、無観客ということもありこの演出はなかった）。
新年の挨拶は、その年の指揮者により色々な趣向で行なわれる。例えば、2002年のコンサートではウィーン・フィルの楽員に縁のある国の言葉で新年の挨拶を述べるという形で行なわれた（日本語での挨拶はコンサートマスターのライナー・キュッヒル（妻が日本人）が行い、満州国生まれの小澤征爾が中国語で挨拶した）。2007年はメータが「ルーマニアとブルガリアの欧州連合加盟を歓迎します」という挨拶を英独・現地語他で行った（この両国には、いずれもドナウ川が流れている）。2009年にはダニエル・バレンボイムが挨拶の中で「中東に人間の正義があるように」と英語で語った。イスラエル国籍をもつユダヤ人であるバレンボイムは、ウェスト＝イースタン・ディヴァン管弦楽団などの活動を通じ、中東平和に積極的に献身していたためである。2021年は、このコンサートが無観客となったこと、それでも演奏会自体は実現に漕ぎ着けたことにつき、指揮者のムーティが異例と言える長さでの挨拶を行った。
『ラデツキー行進曲』では、ヴィリー・ボスコフスキー時代は聴衆からの自発的な手拍子であったが、マゼール時代以降指揮者が観客の手拍子にキューを出すのが恒例になった。2001年のニューイヤーコンサートでは『ラデツキー行進曲』のオリジナルバージョンがプログラムのトップを飾った（指揮：アーノンクール）。
2005年のニューイヤーコンサートでは直前に起きたインドネシア・スマトラ島沖の地震、津波災害への支援を進める内容の挨拶が第2部の1曲目の後に行なわれ、恒例となっているラデツキー行進曲の演奏は行われなかった（指揮：マゼール）。
『美しく青きドナウ』と『ラデツキー行進曲』が、演奏会のラストにアンコールで必ず演奏されるようになったのは、第二次世界大戦後である。『ラデツキー行進曲』における聴衆による手拍子や、演奏者の新年の挨拶が行われるようになったのは、ヴィリー・ボスコフスキー時代からである。クラウス時代には『美しく青きドナウ』や『ラデツキー行進曲』など、人気曲の演奏開始早々に聴衆の拍手喝采と大歓声で演奏が中断されてしまうというハプニングがしばしばあったようである。『ラデツキー行進曲』もそうだが、短いポルカなどは、アンコールにこたえて2度演奏することもあった。

### 演出について
ヴィリー・ボスコフスキー時代には、ウィーン・フィルの打楽器奏者であるフランツ・ブロシェクが毎年愉快な演し物を用意しており、名物となっていた。例えば、『ジプシー男爵』の入場行進曲ではブタ飼いシュパンに扮したブロシェクが豚を抱えて登場、場内大爆笑だったり（1969年）、『鍛冶屋のポルカ』では鍛冶屋の親方に扮して飲み食いしながら演奏したり（1971年）、『山賊のギャロップ』では山賊に扮して演奏中の楽員から金品を盗んで回ったり（1972年）、『爆発ポルカ』では工事現場の作業員の格好をして爆破装置のスイッチを押し、曲の最後に舞台上に風船を飛ばしたり紙吹雪を降らせる（1974年）などである。
ブロシェク引退後も、打楽器パートが中心になって毎年さまざまな趣向が凝らされている。少しエスカレートしすぎた1970年代前半には、「今年は悪ふざけをセーブ」という内容の記事が朝日新聞に紹介されたこともあった。1976年は、エドゥアルト・シュトラウス1世のポルカで、ファゴットの先端（ベルジョイント）から花火が上がったこともあった。2006年には、エドゥアルト・シュトラウスの『電話のポルカ』の最後で、指揮者のヤンソンスの持っている携帯電話が鳴り出すという演出があった。2008年/2009年には、『美しく青きドナウ』のエンディングに、ダンサーの男女を客席通路で踊らせた。2008年には、UEFA欧州選手権2008のオーストリアでの開催を記念し、奏者全員がタオルマフラーなどのグッズを身につけて演奏したり、指揮者と演奏者の間でイエローカード、レッドカードの応酬が繰り広げられた。2010年には、『シャンペン・ポルカ』の演奏中に、打楽器奏者が実際にシャンパンを開けて乾杯を交わし、指揮者のプレートルが「私の分はないのか？」と言いたげな仕草をするなどの演出があった。
また、1987年には、『春の声』において、ソプラノのキャスリーン・バトルと共演したが、このようなソロ歌手のゲストを招く演出は、これ以降見られない。テノール歌手のプラシド・ドミンゴが、1990年代初頭に指揮者かソリストで出演を希望したところ、ウィーン・フィル側が「コンサートの趣旨に合わない」として出演要請をはねつけたといわれる。一方で、ウィーン少年合唱団はこのコンサートでたびたび共演している。また、2023年にはウィーン少女合唱団が初めて登場した。

## 曲が演奏されたことがある作曲家一覧

### シュトラウス一家
- ヨハン・シュトラウス1世
- ヨハン・シュトラウス2世
- ヨーゼフ・シュトラウス
- エドゥアルト・シュトラウス1世

### オーストリアのワルツ作曲家
- ヨーゼフ・ランナー
- カール・ミヒャエル・ツィーラー
- ヨーゼフ・ヘルメスベルガー2世
- フランツ・シューベルト
- ヨーゼフ・ヘルメスベルガー1世
- フランツ・レハール
- アルフォンス・ツィブルカ

### アニバーサリーの作曲家
- ジャック・オッフェンバック（1980年：没後100年記念）
- オットー・ニコライ（2010年：生誕200年記念）
- ヴォルフガング・アマデウス・モーツァルト（1991年：没後200年記念、2006年：生誕250年記念）
- フランツ・ヨーゼフ・ハイドン（2009年：没後200年記念）
- フランツ・リスト（2011年：生誕200年記念）
- リヒャルト・ワーグナー（2013年：生誕200年記念）
- ジュゼッペ・ヴェルディ（2013年：生誕200年記念）
- リヒャルト・シュトラウス（2014年：生誕150年記念）
- ルートヴィヒ・ヴァン・ベートーヴェン（2020年：生誕250年記念）
- アントン・ブルックナー（2024年：生誕200年記念）

### その他
- フランツ・フォン・スッペ - ウィーン・オペレッタの開祖的存在であり、遅れてこの分野に進出したヨハン2世と覇を競った。
- ハンス・クリスチャン・ロンビ - 「北欧のヨハン・シュトラウス」と呼ばれた。
- ヨハネス・ブラームス - ヨハン2世と親交があった。
- カール・マリア・フォン・ウェーバー - 「ウィンナ・ワルツの祖」と呼ばれることがある。
- ピョートル・チャイコフスキー - 多くの作品が、パヴロフスクで仕事をしていたヨハン2世によってウィーンに伝えられた。バレエや交響曲にドイツ風ワルツをしばしば用い、ロシアのワルツ王と呼ばれる。
- エミール・ワルトトイフェル - 「フランスのヨハン・シュトラウス」と呼ばれた。
- ロベルト・シュトルツ - 「20世紀のヨハン・シュトラウス」と呼ばれた。
- エクトル・ベルリオーズ- 早くからヨハン1世らのワルツを高く評価し、自らの幻想交響曲にもドイツ風ワルツを導入した。
- コンスタンツェ・ガイガー - 作品が選曲された初の女性。幼少期から多くの作曲を行い、ヨハン・シュトラウス親子も彼女の作品を演奏した。
- エミール・フォン・レズニチェク
- ジョアキーノ・ロッシーニ
- レオ・ドリーブ

## 放送
演奏会の模様はオーストリア放送協会（ORF）の制作により、テレビ番組およびラジオ番組としてユーロビジョン・ネットワークを通じて、世界各国へ生放送されている。
テレビ放送は1959年より開始された。1969年よりカラー放送となり、当初は第二部のみの放送であったが、1980年からは全編中継されるようになり、2021年時点で世界90か国以上に生放送されている。番組では演奏に合わせて、ウィーン国立バレエ団による曲目にちなんだ場所でのバレエが放送されるほか、オーストリアの歴史的建造物、名所、街並み、文化財等を撮影した映像も放送される。
日本では、テレビ・ラジオともNHKが生放送している。テレビ放送は1973年より開始（当初は録画放送）し、1989年より音声多重のステレオ放送、1991年より全編生中継を開始した。
テレビはNHK教育テレビ（Eテレ）で、ラジオはNHK-FMでそれぞれ同時生放送（解説の箇所のみテレビ・ラジオとも差し替え）を行うが、2024年は、日本時間の元日・夕刻に発生した北陸地方での震度7の地震「令和6年能登半島地震」の影響で地上波・BSの全9波全中による非常放送になったために生中継は急遽取りやめとなった。地震発生に伴い、Eテレでは1月6日14時から代替録画放送された（本来の再放送枠として用意されていた枠である。なお、改めて再放送されている。）（FMは1月8日午後に代替収録放送された）。
2025年の出演者を以下に記す。
- テレビ中継 (ウィーン楽友協会前特設スタジオ[注釈 6])
  - 出演：夏木マリ（女優、演出家）、ダニエル・フロシャウアー（ウィーンフィル楽団長、ヴァイオリン奏者）[注釈 7]、ストラットマン毅（ウィーンフィル・ヴァイオリン奏者）[注釈 8]
  - 司会：林田理沙（NHKアナウンサー）

## 批判
近年では、ウィーン・フィルと国民社会主義ドイツ労働者党（ナチス）政権との関係を批判する声がある。
オーストリア通信(APA)は2012年12月26日、野党「緑の党」が、ウィーン・フィルがナチス・ドイツ下で担った役割を客観的に調査する歴史家委員会の設置を要求していると報じた。同党議員で歴史学者のハラルド・ヴァルザーは、ナチスの政治プロパガンダにウィーン・フィルの演奏活動が利用され、ニューイヤーコンサートはナチス政権の文化政策の一環であったと主張した。一方、ウィーン・フィルのクレメンス・ヘルスベルク楽団長はメディアのインタビューでこうした批判内容を否定した。
なお、ニューイヤーコンサートがナチス政権により始められた経緯については、日本でもNHK Eテレが2018年1月1日に放送した特集番組「ウィーン ニューイヤーコンサートに乾杯!生中継直前〜音楽の祝祭を100倍楽しむ方法〜」でとりあげられた。

## その他
- 毎年変わる指揮者は、公式には「楽団員全員による投票によって決定されている」とされている。毎年1月2日に（最近では1日のコンサート中にも）次年の指揮者が、楽団の公式ホームページ上で発表されている。
- この演奏会は1月1日が本番であるが、直前の12月30日午前と12月31日夜にも同じプログラムが組まれ、計3回公演となっている。12月30日の回は客席の多くがオーストリア連邦軍を占めるプレヴューコンサート、12月31日の回はジルベスターコンサートとして演奏される。
- 会場で飾られる美しい花々は1980年以来、イタリアのサンレーモ市から贈られることが伝統となっている。
- 新年の初めであり会場の観客は正装をしているが、新年を祝う気軽で陽気な雰囲気のコンサートである。しかしながら、その切符を入手するのは極めて困難で、数ある音楽会の中でも最もプレミアが付く演奏会の一つである。日本人が会場に多い（ときに和服姿の女性）ことは非常に有名であるが、この高額なプレミアを支払う財力はもちろんのこと、日本企業がウィーン・フィルやオーストリアとの密接なビジネスパートナーである一つの証明でもある。
- 楽友協会の隣に所在するHOTEL IMPERIALでは、『ラデツキー行進曲』が聞こえて演奏会終了間近となると、ホテル内のレストランにおいてシェフがシュニッツェルを揚げる準備にとりかかる[1]。